# Camagueyia
Camagueyia es un género de foraminífero bentónico de la subfamilia Rotaliinae, de la familia Rotaliidae, de la superfamilia Rotalioidea, del suborden Rotaliina y del orden Rotaliida. Su especie tipo es Camagueyia perplexa. Su rango cronoestratigráfico abarca el Luteciense (Eoceno medio).

## Clasificación
Camagueyia incluye a la siguiente especie:
- Camagueyia perplexa †